# Осита
Осита (англ. Osgyth) (умерла в 653) — принцесса, мученица, память 7 октября.

## Житие
Св. Осита родилась в Куаррендоне (Quarrendon), Бакингемшир, входившем в ту пору в Мерсию, в семье Фритвальда (Frithwald), соправителя короля Мерсии в Суррее. Она была племянницей свв. Эдбурги из Бистера и Эдиты из Эйлсбери. Её матерью была Уилбурга (Wilburga), дочь короля-язычника Пенды Мерсийского.
Воспитание в монастыре в Уорикшире (Warwickshire) под руководством св. Модвенны укрепило её стремление основать монастырь, но она была слишком важна как элемент династических игр, чтобы быть оставленной в покое.
Выданная вопреки своей воле замуж за короля Эссекского Сигхера, она выполнила свой династический долг и родила ему сына. В то время как её муж отправился на охоту за прекрасным белым оленем, св. Осита убедила двух местных епископов признать её обеты, как монашеские. Затем, в конце концов, возможно, после смерти Сигхера, она создала монастырь в местечке Чич (Chich), Эссекс, ныне именуемом Сент-Осит (St Osyth), где и стала первой настоятельницей.
Она была убита разбойниками-данами в 653 году. Считают, что она была усечена мечом на ручье неподалёку от Кларрендон и пришла в монастырь, держа в руках свою отрубленную голову.

## Почитание
Позже усадьба Чич в Эссексе считалась частью королевских владений короля датского Кнуда I, который передал её эрлу Годвину, передавшего её церкви Христовой в Кентербери. Во время завоевания Англии норманнами усадьба была переведена в епископство Лондона.
На месте бывшего монастыря в Чиче, Ричард де Бельмеиз Лондонский (Richard de Belmeis of London) в царствование Генриха I основал августинский монастырь и освятил его в честь св. Оситы. Её мощи были захоронены в алтаре церкви в 1127 г. Он завещал церковь и десятину тем, кто избрали своим первым настоятелем или приором Уильяма Корбейского, впоследствии архиепископа Кентерберийского (+1136).
Место захоронения св. Оситы в храме св. Марии в Эйлсбери стало местом великого паломничества, хотя на то и не имелось благословения; папским указом в 1500 году св. мощи и были вывезены из церкви и похоронены в неизвестном месте.
Дом в Эйлсбери по сей день называют её именем.
Св. Оситу изображают несущей собственную усечённую голову.